# Luis Rafael Zarama Pasqualetto
Luis Rafael Zarama Pasqualetto (Pasto, 28 novembre 1958) è un vescovo cattolico colombiano naturalizzato statunitense, dal 5 luglio 2017 vescovo di Raleigh.

## Biografia
Luis Rafael Zarama Pasqualetto è nato a Pasto il 28 novembre 1958 ed è il maggiore dei sei figli di Rafael Zarama e Maria Pasqualetto de Zarama.

### Formazione e ministero sacerdotale
Entrato nel seminario di Pasto, dal 1982 al 1987 ha studiato filosofia e teologia all'Universidad Mariana. A metà degli anni '80, mentre studiava in seminario, ha lavorato come insegnante nelle scuole superiori. Nel 1989 è emigrato negli Stati Uniti d'America. Nel 1991 ha ottenuto la licenza in diritto canonico presso la Pontificia Università Saveriana di Bogotà.
Il 27 novembre 1993 è stato ordinato presbitero per l'arcidiocesi di Atlanta. In seguito è stato vicario parrocchiale della parrocchia del Sacro Cuore ad Atlanta dal 1993 al 1996; parroco della parrocchia di San Marco a Clarkesville e amministratore parrocchiale della missione di Sant'Elena a Clayton dal 1996 al 2006; direttore assistente delle vocazioni dal 2000 al 2009 e vicario generale dall'aprile del 2006. Nel tribunale ecclesiastico metropolitano di Atlanta è stato avvocato del tribunale d'appello dal 1993 al 1997, difensore del vincolo dal 1997 al 2009 e vicario giudiziale dal 2008.
È stato anche membro del consiglio per il personale dal 2004.
Nel 2007 è stato nominato cappellano di Sua Santità.
Il 4 luglio 2000 è diventato cittadino statunitense. In quell'occasione ha dichiarato: "Sono felice qui, scelgo di essere qui e mi sento parte del sistema come cittadino".

### Ministero episcopale

Stemma di monsignor Zarama Pasqualetto come vescovo ausiliare di Atlanta.

Il 27 luglio 2009 papa Benedetto XVI lo ha nominato vescovo ausiliare di Atlanta e titolare di Bararo. Ha ricevuto l'ordinazione episcopale il 29 settembre successivo nella cattedrale di Cristo Re ad Atlanta dall'arcivescovo metropolita di Atlanta Wilton Daniel Gregory, co-consacranti l'arcivescovo emerito della stessa arcidiocesi John Francis Donoghue e l'arcivescovo metropolita di Oklahoma City Eusebius Joseph Beltran.
Come ausiliare di Atlanta ha continuato il servizio di vicario generale, vicario giudiziale e membro del consiglio per il personale. Ha ricevuto anche gli incarichi di vicario episcopale per la I regione e per la comunità ispanica della Georgia settentrionale e di membro del consiglio di direzione del seminario regionale "San Vincenzo" di Boyton Beach.
Nel maggio del 2012 ha compiuto la visita ad limina.
Nel 2016 ha celebrato la messa domenicale e ha tenuto l'omelia alla Conferenza dei giovani di Steubenville Atlanta.
Il 5 luglio 2017 papa Francesco lo ha nominato vescovo di Raleigh. Ha preso possesso della diocesi il 29 agosto successivo con una cerimonia nella cattedrale del Santo Nome di Gesù a Raleigh. È il primo vescovo ispanico della diocesi di Raleigh, il primo vescovo di Raleigh nato al di fuori degli Stati Uniti e il primo vescovo colombiano a guidare una diocesi cattolica negli Stati Uniti.
Il 13 agosto 2017 Zarama ha risposto alla rinuncia al titolo di cardinale di Theodore Edgar McCarrick, accusato di abusi sessuali su minori. Zarama ha affermato che avrebbe pregato per la Chiesa, per il rinnovamento e la conversione della gerarchia ecclesiastica e per il coraggio di intraprendere i passi necessari per porre fine agli abusi da parte dei chierici. Ha anche condiviso una dichiarazione fatta da monsignor Wilton Daniel Gregory, arcivescovo metropolita di Atlanta. Zarama ha rilasciato un'altra dichiarazione il 17 agosto 2018 in merito allo scandalo degli abusi sessuali che stava investendo alcune diocesi della Pennsylvania, definendo le rivelazioni "tristi" e "vergognose". Ha espresso il suo sostegno alla Conferenza dei vescovi cattolici degli Stati Uniti che si era posta gli obiettivi di indagare, segnalare e risolvere recenti denunce di abusi sessuali coinvolgimento a livello superiore i laici. Ha chiesto ai cattolici di continuare a pregare per tutte le vittime di abusi, affermando che essi sono la priorità della Chiesa.
Il 5 settembre 2017 Zarama ha rilasciato una dichiarazione in risposta alla decisione del presidente degli Stati Uniti Donald Trump di porre fine all'azione differita per gli arrivi dei bambini, chiedendo una riforma globale sull'immigrazione.
Nel febbraio del 2020 ha compiuto una seconda visita ad limina.
Il 12 marzo 2020 Zarama ha ufficialmente annunciato la sospensione dell'obbligo di partecipare alla messa domenicale in tutta la diocesi durante la pandemia COVID-19. Il 14 marzo 2020 ha annullato tutte le messe festive nella diocesi fino a nuovo avviso e ha ordinato a tutte le scuole cattoliche della diocesi di rispettare l'ordine esecutivo del governatore Roy Cooper di chiudere per un minimo di due settimane. Il 16 marzo Zarama ha sospeso ufficialmente tutte le messe, nei giorni feriali e nei fine settimana, in tutta la diocesi.
In seno alla Conferenza dei vescovi cattolici degli Stati Uniti è membro del comitato per le migrazioni.
Fa parte della task force contro la tratta di esseri umani istituita da papa Francesco e denominata Gruppo Santa Marta; il gruppo si riunisce ogni anno, radunando vescovi e responsabili della sicurezza da tutto il mondo.
Oltre all'inglese, parla lo spagnolo.

## Genealogia episcopale
La genealogia episcopale è:
- Cardinale Scipione Rebiba
- Cardinale Giulio Antonio Santori
- Cardinale Girolamo Bernerio, O.P.
- Arcivescovo Galeazzo Sanvitale
- Cardinale Ludovico Ludovisi
- Cardinale Luigi Caetani
- Cardinale Ulderico Carpegna
- Cardinale Paluzzo Paluzzi Altieri degli Albertoni
- Papa Benedetto XIII
- Papa Benedetto XIV
- Papa Clemente XIII
- Cardinale Marcantonio Colonna
- Cardinale Giacinto Sigismondo Gerdil, B.
- Cardinale Giulio Maria della Somaglia
- Cardinale Carlo Odescalchi, S.I.
- Cardinale Costantino Patrizi Naro
- Cardinale Lucido Maria Parocchi
- Papa Pio X
- Cardinale Gaetano De Lai
- Cardinale Raffaele Carlo Rossi, O.C.D.
- Cardinale Amleto Giovanni Cicognani
- Arcivescovo Paul John Hallinan
- Cardinale Joseph Louis Bernardin
- Cardinale Wilton Daniel Gregory
- Vescovo Luis Rafael Zarama Pasqualetto

## Araldica
| Stemma | Titolare                                          | Descrizione |
|        | Luis Rafael Zarama Pasqualetto Vescovo di Raleigh | Partito: al primo di rosso alla croce di losanghe d'argento; al secondo d'azzurro, allo scaglione d'oro, caricato di quattordici crocette a piombo di rosso, ordinate su due file a scaglione, accompagnato in capo dalla rosa d'oro e dal giglio al naturale e in punta dalla testa di leone d'oro. Ornamenti esteriori da vescovo. Motto: "Deus caritas est". |